# Lita Baron
Lita Baron, nacida como Isabel Castro (Almería, España, 11 de agosto de 1923 - Palm Springs, Estados Unidos, 16 de diciembre de 2015) fue una actriz que destacó como estrella de cine en los primeros tiempos de Hollywood.

## Biografía
Isabel Castro abandonó su ciudad natal, Almería, en 1933, a los 4 años de edad, para emigrar junto a su familia a Estados Unidos.
Su primera incursión en el mundo del espectáculo fue de la mano de Xavier Cugat con quien cantó en el Trocadero, presentándose con el nombre artístico de Isabelita. Ya en 1943 se fijaría en ella el actor Francis Timothy McCown, quien más tarde triunfaría con el nombre artístico de Rory Calhoun, mientras Lita cantaba junto a la orquesta de Cugat en San José (California).
Poco después, en 1945, fue contratada por RKO Pictures para aparecer en el que sería su primer largo, Pan-Americana. Durante los años siguientes, la Paramount contó con ella en varias producciones de clase A, en technicolor. Los papeles de sus primeros años la encasillaron en personajes latinos arquetípicos: la chica de la cantina, la bella sirena de la jungla, etc. Su primer papel como estrella junto al especialista Fred Coby en Don Ricardo Returns (1946), un filme de aventuras de capa y espada producido por RPC, no tuvo el éxito esperado, de modo que Isabelita decidió cambiar su nombre artístico a Lita Baron en 1948. No obstante, una de sus películas de esos años, Champagne for Two (1947), fue nominada a los Premios de la Academia.
A principio de los años 50, compartiría set de rodaje con Sabu, el actor indio de la primera versión de El libro de la selva, en el filme Savage Drums (1951). Durante la década que comenzaba, llamó la atención de productores como David O. Selznick o Milton H. Bren, quienes la llevarían al estrellato con películas como Border Incident (Metro-Goldwyn-Mayer) o Three for Bedroom C. Además, aparecería repetidas veces en la pequeña pantalla estadounidense como estrella invitada en series como I Love Lucy, Frontier Doctor o The Texan, entre otras producciones y programas televisivos.
Lita Baron se había casado en 1948 con el actor Rory Calhoun, siete años mayor que ella, a quien había conocido cinco años antes y con quien tuvo tres hijos. Rory Calhoun, un empedernido donjuán según las fuentes de la época, dejó sus supuestas aventuras por la española, que curiosamente era mucho más baja que él (alrededor de 1 m 50 cm), lo que causó gran impresión en la época. Ambos compartieron pantalla en Red Sundown (1956) y editaron un disco juntos, His and Hers, que vería la luz el año siguiente. Esta faceta musical fue de gran popularidad en Lita Baron, que interpretó diversos temas a lo largo de su producción cinematográfica y televisiva, como The Lady in Red (en I Love Lucy), Jack, Jack, Jack o Tacos, Tostados, Tamales en la película Samba-Mania y Ho! Ho! Jose! en Champagne for Two.
En 1960 apareció en Compadece al delincuente, su única película en España, a las órdenes del director Eusebio Fernández Ardavín. 
En la Navidad de 1952 viajaría a Corea junto con otras estrellas de Hollywood con el fin de participar en un espectáculo para las tropas estadounidenses en guerra. Formó parte del comité de hispanohablantes para apoyar la reelección de Richard Nixon en octubre de 1972.
Su última aparición en la gran pantalla tuvo lugar en 1979, en la película Bitter Heritage, de nuevo junto a Rory Calhoun.
Lita Baron terminaría divorciándose de éste en 1970. Más adelante se la relacionó oficiosamente con el también actor George Burns y con el gánster Mickey Cohen. A lo largo de su carrera, Lita Baron compartió set de rodaje con otras muchas estrellas, como Johnny Weissmüller, George Reeves, Robert Taylor, Lucille Ball o el mexicano Ricardo Montalbán, y ha trabajado a las órdenes de directores como Arthur Dreifuss o Anthony Mann.
Falleció en Palm Springs, California, el 16 de diciembre de 2015.

## Filmografía
- Bitter Heritage (1979)
- Death Valley Days (serie, 1966-1968)
- Compadece al delincuente (1960)
- The Texan (serie, 1960)
- Frontier Doctor (serie, 1959)
- The Broken Star (1956)
- Red Sundown (1956)
- Jesse James' Women (1954)
- The Pepsi-Cola Playhouse (serie, 1954)
- City Detective (serie, 1954)
- I Love Lucy (serie, 1952)
- Savage Drums (1951)
- Bomba on Panther Island (1949)
- Border Incident (1949)
- Jungle Jim (1948)
- Samba-Mania (1948)
- Champagne for Two (1947)
- That's My Gal (1947)
- Don Ricardo Returns (1946)
- High School Hero (1946)
- Slightly Scandalous (1946)
- Club Havana (1945)
- The Gay Senorita (1945)
- Pan-Americana (1945)